# Loimola (commune)
Loimola (en carélien : Loimola, en finnois : Loimola, en russe : Лоймольское сельское поселение, Loimolskoje selskoje poselenije) est une municipalité rurale du raïon de Suojärvi en république de Carélie.

## Géographie
Les municipalités voisines de Loimola sont Porajärvi, Naistenjärvi et Suojärvi du raïon  de Suojärvi, Salmi, Impilahti, Läskelä, Harlu et Pitkäranta du raïon  de  Pitkäranta, Värtsilä du raïon  de  Sortavala ainsi que Tohmajärvi, Ilomantsi et Joensuu en Finlande.
Loimola est traversée par la voie ferrée Matkaselkä–Suojärvi et par l'autoroute 86K-13.
Les lacs majeurs de Loimola sont Jänisjärvi, Tolvajärvi et Loimolanjärvi.

## Démographie
Recensements (*) ou estimations de la population
| 2009  | 2013  | 2015  | 2017  |
| ----- | ----- | ----- | ----- |
| 3 158 | 2 391 | 2 207 | 1 971 |

| 2019  | 2021  | - | - |
| ----- | ----- | - | - |
| 1 715 | 1 619 | - | - |